# منتخب نيجيريا للريشة الطائرة
منتخب نيجيريا لتنس الريشة هو ممثل نيجيريا الرسمي في المنافسات الدولية في كرة الريشة .